# Grace Zabriskie
Grace Zabriskie (nacida Caplinger; Nueva Orleans, Luisiana, 17 de mayo de 1941) es una actriz estadounidense.

## Biografía

### Carrera
En su juventud Grace Zabriskie escribía su propia poesía, la cual recitaba en cafés. Su primer papel en cine fue en la película Norma Rae (1979). Posteriormente actuó en películas como The Private Eyes (1980), An Officer and a Gentleman (1982), Nickel Mountain (1984), The Big Easy (1986), Corazón salvaje (1990), Child's Play 2 (1990), Fried Green Tomatoes (1991), Twin Peaks: Fire Walk with Me (1992), 60 segundos (2000), No Good Deed (2002), Inland Empire (2006) y License to Wed (2007).
También ha actuado en series de televisión como Hill Street Blues, Tales from the Crypt, Twin Peaks, Charmed y Big Love, entre otras.

## Filmografía

### Cine
| Año  | Título                             | Personaje        | Notas                                                      |
| ---- | ---------------------------------- | ---------------- | ---------------------------------------------------------- |
| 1978 | They Went That-A-Way & That-A-Way  | Mujer de Lem     |                                                            |
| 1979 | Norma Rae                          | Linette Odum     |                                                            |
| 1980 | The Private Eyes                   | Niñera           |                                                            |
| 1981 | Galaxy of Terror                   | Capitana Trantor |                                                            |
| 1982 | An Officer and a Gentleman         | Esther Pokrifiki |                                                            |
| 1984 | Nickel Mountain                    | Ellie Wells      |                                                            |
| 1984 | Body Rock                          | Madre de Chilly  |                                                            |
| 1986 | The Big Easy                       | Mama             |                                                            |
| 1987 | Rampage                            | Naomi Reece      |                                                            |
| 1987 | Leonard Part 6                     | Jefferson        |                                                            |
| 1988 | The Boost                          | Sheryl           |                                                            |
| 1989 | Drugstore Cowboy                   | Madre de Bob     |                                                            |
| 1990 | Megaville                          | Sra. Palinov     |                                                            |
| 1990 | Corazón salvaje                    | Juana Durango    |                                                            |
| 1990 | Child's Play 2                     | Grace Poole      |                                                            |
| 1991 | Ambition                           | Sra. Merrick     |                                                            |
| 1991 | Servants of Twilight               | Grace Spivey     |                                                            |
| 1991 | My Own Private Idaho               | Alena            |                                                            |
| 1991 | Fried Green Tomatoes               | Eva Bates        |                                                            |
| 1992 | The Waterdance                     | Pat              |                                                            |
| 1992 | FernGully: The Last Rainforest     | Magi Lune (voz)  |                                                            |
| 1992 | Twin Peaks: Fire Walk with Me      | Sarah Palmer     |                                                            |
| 1992 | Chain of Desire                    | Linda Bailey     |                                                            |
| 1993 | Stone Soup                         | Olympia          |                                                            |
| 1993 | Even Cowgirls Get the Blues        | Sra. Hankshaw    |                                                            |
| 1994 | The Last Laugh                     | Louise           | Cortometraje                                               |
| 1994 | The Crew                           | Gloria Pierce    |                                                            |
| 1994 | Drop Zone                          | Winona           |                                                            |
| 1995 | Desert Winds                       | Madre de Jackie  |                                                            |
| 1995 | The Passion of Darkly Noon         | Roxy             |                                                            |
| 1996 | A Family Thing                     | Ruby             |                                                            |
| 1996 | Bastard Out of Carolina            | Granny           |                                                            |
| 1997 | Seed                               | Voz de la madre  | Cortometraje                                               |
| 1997 | Psycho Sushi                       | Great Aunt       |                                                            |
| 1997 | George B.                          | Madre            |                                                            |
| 1997 | Dead Men Can't Dance               | Brig. Gen. Burke |                                                            |
| 1997 | Annie's Garden                     | Sra. Barnes      |                                                            |
| 1997 | Sparkler                           | Sherri           |                                                            |
| 1998 | Armageddon                         | Dottie           |                                                            |
| 1998 | Dante's View                       | Geraldine        |                                                            |
| 1999 | Trash                              | Sra. DeMarie     |                                                            |
| 1999 | A Texas Funeral                    | Murtis           |                                                            |
| 1999 | Me and Will                        | Edith            |                                                            |
| 2000 | Home the Horror Story              | Grace Parkinson  |                                                            |
| 2000 | A Fate Foretold                    | Olga             | Cortometraje                                               |
| 2000 | Puppy Love                         | Jeanette Foley   | Cortometraje                                               |
| 2000 | 60 segundos                        | Helen Raines     |                                                            |
| 2001 | They Crawl                         | Sra. Gage        |                                                            |
| 2002 | R.S.V.P.                           | Mary Franklin    |                                                            |
| 2002 | No Good Deed                       | Sra. Quarre      |                                                            |
| 2003 | The Wind Effect                    | Allison          | Cortometraje                                               |
| 2004 | The Last Letter                    | Sra. Allison     |                                                            |
| 2004 | Chrystal                           | Gladys           |                                                            |
| 2004 | The Grudge                         | Emma             |                                                            |
| 2004 | Sabine and the Two-Headed Baby     | Sabine           | Cortometraje                                               |
| 2006 | Inland Empire                      | Visitante #1     | Nominada - Premios Chlotrudis a la mejor actriz de reparto |
| 2007 | Careless                           | Adrienne         |                                                            |
| 2007 | License to Wed                     | Abuela Jones     |                                                            |
| 2007 | Alternate Endings                  | Madre            | Cortometraje                                               |
| 2008 | The Brothel                        | Madame           |                                                            |
| 2009 | Bob Funk                           | Sra. Funk        |                                                            |
| 2009 | My Son, My Son, What Have Ye Done? | Sra. McCullum    |                                                            |
| 2014 | The Judge                          | Sra. Blackwell   |                                                            |
| 2015 | Rosemont                           | Josephine        |                                                            |

### Televisión
| Año       | Título                                              | Papel                     | Notas                                                              |
| --------- | --------------------------------------------------- | ------------------------- | ------------------------------------------------------------------ |
| 1978      | The Million Dollar Dixie Deliverance                | Viuda Cummins             | Telefilme                                                          |
| 1979      | Concrete Cowboys                                    | Sra. Barnaby              | Episodio: "Concrete Cowboys"                                       |
| 1979      | Freedom Road                                        | Ruth Lait                 | Telefilme                                                          |
| 1980      | CBS Afternoon Playhouse                             |                           | Episodio: "Lost in Death Valley"                                   |
| 1980      | Blinded by the Light                                |                           | Telefilme                                                          |
| 1981      | East of Eden                                        | Sra. Ames                 | Miniserie                                                          |
| 1981      | Hart to Hart                                        | Ethyl                     | Episodio: "A Couple of Harts"                                      |
| 1982      | The Executioner's Song                              | Kathryne Baker            | Telefilme                                                          |
| 1983      | Tales of the Gold Monkey                            | Dr. Clouet                | Episodio: "Last Chance Louie"                                      |
| 1983      | M.A.D.D.: Mothers Against Drunk Drivers             | Silvie Alice Kohler       | Telefilme                                                          |
| 1983      | Cagney & Lacey                                      | Adele                     | Episodio: "Affirmative Action"                                     |
| 1984      | My Mother's Secret Life                             | Maggie Ryan               | Telefilme                                                          |
| 1984      | Knots Landing                                       | Chambermaid               | Episodio: "Negotiations"                                           |
| 1984      | The Burning Bed                                     | Flossie Hughes            | Telefilme                                                          |
| 1984      | Paper Dolls                                         | Cathy                     | Episodio: "1.8"                                                    |
| 1985      | ABC Afterschool Special                             | Sra. Linton               | Episodio: "One Too Many"                                           |
| 1985      | Santa Barbara                                       | Theda Bassett             | 17 episodios                                                       |
| 1985      | North Beach and Rawhide                             | Hearings Officer          | Telefilme                                                          |
| 1985      | Shadow Chasers                                      | Mary Komatar              | Episodio: "Shadow Chasers: Part 1"                                 |
| 1986      | Hill Street Blues                                   | Terry Sylvestri           | Episodio: "Das Blues" Episodio: "Scales of Justice"                |
| 1986      | Cagney & Lacey                                      | Eva Sikorski              | Episodio: "Model Citizens"                                         |
| 1987      | Falcon Crest                                        | Mabel Burton              | Episodio: "When the Bough Breaks" Episodio: "The Cradle Will Fall" |
| 1987      | Mistress                                            | Deanie                    | Telefilme                                                          |
| 1988      | The Bronx Zoo                                       | Sra. Barris               | Episodio: "Ties That Bind"                                         |
| 1988      | My Father, My Son                                   | Mouza                     | Telefilme                                                          |
| 1988      | Shooter                                             | Hermana de Marie          | Telefilme                                                          |
| 1988      | Empty Nest                                          | Eva Barrett               | Episodio: "Pilot"                                                  |
| 1989      | The Ryan White Story                                | Gloria White              | Telefilme                                                          |
| 1989      | Unsub                                               | Alma                      | Episodio: "White Bone Demon"                                       |
| 1989      | A Deadly Silence                                    | Psicóloga                 | Telefilme                                                          |
| 1989      | Moonlighting                                        | (Sin acreditar)           | Episodio: "In 'N Outlaws"                                          |
| 1990      | Tales from the Crypt                                | Sra. Colbert              | Episodio: "The Secret"                                             |
| 1990      | Hometown Boy Makes Good                             | Helen Geary               | Telefilme                                                          |
| 1990-1991 | Twin Peaks                                          | Sarah Palmer              | 13 episodios                                                       |
| 1991      | Prison Stories: Women on the Inside                 | Genevieve                 | Telefilme                                                          |
| 1991      | Blood Ties                                          | Mujer                     | Telefilme                                                          |
| 1991      | Intimate Stranger                                   | Dana P. Ashley            | Telefilme                                                          |
| 1992      | Freshman Dorm                                       |                           | Episodio: "Pilot"                                                  |
| 1992      | A House of Secrets and Lies                         | Ruby                      | Telefilme                                                          |
| 1992      | Seinfeld                                            | Sra. Ross                 | Episodio: "The Cheever Letters"                                    |
| 1993      | Bonds of Love                                       | Emma                      | Telefilme                                                          |
| 1993      | Miracle Child                                       | Adeleine Newberry         | Telefilme                                                          |
| 1993      | Black Widow Murders: The Blanche Taylor Moore Story | Ethel                     | Telefilme                                                          |
| 1993      | Banner Times                                        | Momma                     | Telefilme                                                          |
| 1993      | Double Deception                                    |                           | Telefilme                                                          |
| 1993      | Sirens                                              | Propietaria de tienda     | Episodio: "Keeping the Peace"                                      |
| 1993      | Angel Falls                                         | Cuema                     | 1 episodio                                                         |
| 1994      | Lifestories: Families in Crisis                     | Sandy Henry               | Episodio: "A Body to Die For: The Aaron Henry Story"               |
| 1995      | Crazy for a Kiss                                    | Pearl Kinross             | Telefilme                                                          |
| 1995      | Children of the Dust                                | Rose                      | Telefilme                                                          |
| 1995      | Under Suspicion                                     | Lily Cassins              | Episodio: "Hostage Standoff" Episodio: "Wrongful Shooting"         |
| 1995      | Empty Nest                                          | Scarlett                  | Episodio: "Life Goes On: Part 1" Episodio: "Life Goes On: Part 2"  |
| 1995      | Fallen Angels                                       | Virna                     | Episodio: "The Black Bargain"                                      |
| 1995      | NYPD Blue                                           | Wanda Padzik              | Episodio: "The Bookie and the Kooky Cookie"                        |
| 1996      | A Promise to Carolyn                                | Francie Harper            | Telefilme                                                          |
| 1996      | Second Noah                                         | Sra. Cheval               | Episodio: "Stormy Weather"                                         |
| 1996      | Murder at My Door                                   | Abuela                    | Telefilme                                                          |
| 1996      | The Burning Zone                                    | Agente de la CIA retirada | Episodio: "Touch of the Dead"                                      |
| 1996      | Seinfeld                                            | Sra. Ross                 | Episodio: "The Rye" Episodio: "The Foundation"                     |
| 1997      | NYPD Blue                                           | Millie Banks              | Episodio: "A Remington Original"                                   |
| 1997      | High Incident                                       |                           | Episodio: "Remote Control"                                         |
| 1997      | Over the Top                                        | Dolly                     | Episodio: "The Southern Story"                                     |
| 1997      | The Devil's Child                                   | Rose DeMarco              | Telefilme                                                          |
| 1998      | Seinfeld                                            | Sra. Ross                 | Episodio: "The Wizard" Episodio: "The Finale"                      |
| 1998      | Dharma & Greg                                       | Naomi                     | Episodio: "It Takes a Village"                                     |
| 1998      | Houdini                                             | Sra. Weiss                | Telefilme                                                          |
| 1998      | Profiler                                            | Sra. Boudreaux            | Episodio: "The Sum of Her Parts"                                   |
| 1999      | The King of Queens                                  | Veronica                  | Episodio: "S'ain't Valentine's"                                    |
| 2000      | Jesse                                               | Grandma Rose              | Episodio: "Jesse Gives Birth"                                      |
| 2000      | The West Wing                                       | Isabel                    | Episodio: "In the Shadow of Two Gunmen: Part II"                   |
| 2002      | The Guardian                                        | Judith                    | Episodio: "The Dead"                                               |
| 2002      | The Glow                                            | Sylvia Goodstein          | Telefilme                                                          |
| 2002-2003 | John Doe                                            | Yellow Teeth              | 6 episodios                                                        |
| 2003      | Charmed                                             | The Crone                 | Episodio: "Baby's First Demon" Episodio: "Sense and Sense Ability" |
| 2005      | Medium                                              | Connie Buckley            | Episodio: "The Other Side of the Tracks"                           |
| 2006-2011 | Big Love                                            | Lois Henrickson           | 52 episodios                                                       |
| 2017-2018 | Twin Peaks: The return                              | Sarah Palmer              | 18 episodios                                                       |